# Премия Американской ассоциации монтажёров
Премия Американской ассоциации монтажёров, также известная как премия «Эдди» (англ. American Cinema Editors Awards, Eddie Awards) — ежегодная американская премия за выдающиеся достижения в области монтажа кино и телевидения. Награда учреждена в 1962 году Американской ассоциацией монтажёров. Ежегодно жюри выдвигает ряд кандидатов в 10 номинациях. Вручение премии проходит в феврале в Лос-Анджелесе.

## Категории премии

### Кино
- Лучший монтаж полнометражного драматического фильма
- Лучший монтаж полнометражного комедийного или музыкального фильма
- Лучший монтаж анимационного фильма
- Лучший монтаж документального фильма

### Телевидение
- Лучший монтаж документального сериала
- Лучший монтаж получасового сериала
- Лучший монтаж часового сериала для коммерческого телевидения
- Лучший монтаж часового сериала для некоммерческого телевидения
- Лучший монтаж мини-сериала или телефильма
- Лучший монтаж сериала без сценария